# Lillian Drew
Lillian Drew (1883-4 de febrero de 1924) fue una actriz teatral y cinematográfica de estadounidense, activa en la época del cine mudo.

## Biografía
Nacida en Chicago, Illinois, fue una estrella de la comedia musical en los primeros años del siglo XX. También dedicada a la actuación cinematográfica, rodó junto a su marido, el director y actor E. H. Calvert, numerosas producciones de Essanay Studios, una compañía con sede en Chicago, su ciudad natal. Su belleza morena le valió el apelativo de The Lily of Essanay. A lo largo de su carrera, que duró hasta el año 1923, actuó en unas noventa películas.
En 1920 sufrió una cuadro de agotamiento nervioso, y hubo de dejar la actuación. Finalmente, rodó un último film en 1923, Children of Jazz. Lillian Drew falleció en Chicago, Illinois, el 4 de febrero de 1924 por intoxicación por veronal, catalogándose la muerte como un accidente. En esa época intentaba recuperarse de las lesiones sufridas en un percande de circulación y de la separación de su marido.

## Filmografía
- The Broken Heart, de Harry McRae Webster (1913)
- The Scratch (1913)
- The Spy's Defeat, de Harry McRae Webster (1913)
- Anonymous Love (1913)
- The Forbidden Way (1913)
- The World Above (1913)
- Broken Threads United (1913)
- A Matter of Dress (1913)
- The Lost Chord (1913)
- The Testing Fire, de Richard Travers (1914)
- The Fourth Proposal, de Robert Z. Leonard (1914)
- The Other Girl, de E. H. Calvert (1914)
- Hear No Evil (1914)
- Luck in Odd Numbers (1914)
- Shadows
- The Three Scratch Clue (1914)
- The Price of His Honor (1914)
- Blind Man's Bluff (1914)
- Finger Prints (1914)
- The Countess (1914)
- The Epidemic (1914)
- The Fable of the 'Good Fairy' (1914)
- A Night with a Million
- The Night Hawks
- One Wonderful Night, de E. H. Calvert (1914)
- Mrs. Billington's First Case
- The Fable of the Manoeuvres of Joel and Father's Second Time on Earth, de E. Mason Hopper (1914)
- The Other Man (1914)
- In the Glare of the Lights
- The Fable of the Long Range Lover and the Lallypalooze (1914)
- The Unplanned Elopement
- The Servant Question (1914)
- Beyond Youth's Paradise
- The Fable of the Club Girls and the Four Times Veteran (1914)
- Every Inch a King
- The Girl from Thunder Mountain
- The Battle of Love
- The Way of the Woman
- The Conflict (1915)
- The Gallantry of Jimmy Rodgers
- The Creed of the Clan
- The Fable of Elvira and Farina and the Meal Ticket, de Richard Foster Baker (1914)
- The Fable of the Bachelor and the Back-Pedal (1915)
- Mr. Buttles
- The Other Woman's Picture
- The Fable of the Busy Man and the Idle Woman (1915)
- The Turn of the Wheel (1915)
- The Snow-Burner
- A Lesson in Romance
- The Secret's Price
- Vengeance
- The Clutch of Circumstance, de E. H. Calvert (1915)
- Vain Justice
- Jane of the Soil
- A Mansion of Tragedy
- Tish's Spy
- Affinities, de E. H. Calvert (1915)
- In the Palace of the King, de Fred E. Wright (1915)
- The Great Deceit
- The Reaping, de E. H. Calvert (1915)
- Fifty-Fifty, de Clem Easton (1915)
- The Woman with a Rose
- Vultures of Society
- Joyce's Strategy
- The Last Adventure, de E. H. Calvert (1916)
- A Return to Youth and Trouble
- The Secret of the Night
- My Country, 'Tis of Thee
- A Million for a Baby
- The Woman Always Pays (1916)
- Money to Burn, de E. H. Calvert (1916)
- His Moral Code, de E. H. Calvert (1916)
- The Little Brown Mole (1916)
- Dancing with Folly
- Wife in Sunshine
- The Magic Mirror, de E. H. Calvert (1917)
- Shifting Shadows
- Desertion and Non-Support
- Ashes on the Hearthstone, de E. H. Calvert (1917)
- The Extravagant Bride
- The Pallid Dawn
- The Wifeless Husband
- Meddling with Marriage
- Please Be My Wife
- Uneasy Money, de Lawrence C. Windom (1918)
- Ruggles of Red Gap, de Lawrence C. Windom (1918)
- Children of Jazz, de Jerome Storm (1923)